# Israel en el Festival de la Canción de Eurovisión 2018
Israel participó en el Festival de Eurovisión 2018, siendo representados por Netta y su tema «Toy», quienes lograron la victoria en el certamen con 529 puntos en la final.

## HaKochav HaBa L'Eurovizion
El programa HaKochav HaBa L'Eurovizion es el método de selección utilizado para decidir el representante israelí en Eurovisión.

### Final
La final del HaKochav HaBa constó de cuatro artistas, y se dividió en dos rondas.

#### Primera ronda
En la primera ronda, los cuatro finalistas se dividieron en dos duelos. En cada duelo, el concursante con la mayor puntuación avanzaba a la siguiente ronda. Tras la última actuación, cada miembro del jurado (excepto Harel Skaat) decía el nombre de uno de los dos concursantes restantes, para salvarlo.
| Duelo | N.º | Artista         | Canción                                     | Voto de los jueces | Voto de los jueces | Voto de los jueces | Voto de los jueces | Puntuación | Resultado                 |
| Duelo | N.º | Artista         | Canción                                     | Amdursky           | Peles              | Skaat              | Static y Tavori    | Puntuación | Resultado                 |
| ----- | --- | --------------- | ------------------------------------------- | ------------------ | ------------------ | ------------------ | ------------------ | ---------- | ------------------------- |
| I     | 1   | Jonathan Mergui | "Get Ugly" (de Jason Derulo)                | Yes                | Yes                | Yes                | Yes                | 90%        | Avanza a la segunda ronda |
| I     | 2   | Chen Aharoni    | "Neshima"                                   | Yes                | Yes                | Yes                | Yes                | 72%        | 4º                        |
| II    | 3   | Riki Ben Ari    | "Proud Mary" (versión de Ike & Tina Turner) | Yes                | Yes                | Yes                | Yes                | 81%        | Avanza a la segunda ronda |
| II    | 4   | Netta Barzilai  | "Kzat meshugat" (de Sarit Hadad)            | Yes                | Yes                | Yes                | Yes                | 74%        | Salvada                   |

Los jueces votaron a los siguientes artistas para la salvación:
- Assaf Amdursky – Netta Barzilai
- Keren Peles – Netta Barzilai
- Harel Skaat – no votó
- Static – Netta Barzilai
- Ben El Tavori – Chen Aharoni

Harel Skaat no tuvo que votar, pues ya estaba decidido que sería Netta Barzilai quien se salvaba de la eliminación.

#### Segunda ronda
En la segunda ronda, los tres concursantes restantes actuaron frente al jurado y al público. Durante cada actuación, los telespectadores enviaban sus votos a través de la aplicación oficial, pero las puntuaciones no aparecían en directo. Tras la última actuación, los jurados dieron sus votos, votando del 8 al 12.
Además, cuatro jurados temáticos votaron bajo el mismo método. Los miembros de dichos jurados fueron:
- Grupo 1: Jueces del Kokhav Nolad – Gal Uchovsky, Margalit Tzan'ani, Tzedi Tzarfati
- Grupo 2: Ganadores anteriores del HaKochab HaBa L'Eurovizion – Nadav Guedj, Hovi Star, IMRI
- Grupo 3: Jueces del Eyal Golan Is Calling You – Adi Leon, Yaron Ilan, Yossi Gispan
- Grupo 4: Compositores de canciones eurovisivas israelíes – Doron Medalie, Kobi Oshrat, Svika Pick

| N.º | Artista         | Canción                                         | Jurado | Televoto | Total | Plaza |
| --- | --------------- | ----------------------------------------------- | ------ | -------- | ----- | ----- |
| 1   | Riki Ben Ari    | "Total Eclipse of the Heart" (de Bonnie Tyler)  | 78     | 47       | 125   | 3     |
| 2   | Jonathan Mergui | "When I Was Your Man" (de Bruno Mars)           | 88     | 117      | 205   | 2     |
| 3   | Netta Barzilai  | "Tik Tok" (de Kesha) / "Gangnam Style" (de PSY) | 104    | 106      | 210   | 1     |

| Artista         | Peles | Static | Amdursky | Skaat | Tavori | Grupo 1 | Grupo 2 | Grupo 3 | Grupo 4 | Total |
| --------------- | ----- | ------ | -------- | ----- | ------ | ------- | ------- | ------- | ------- | ----- |
| Riki Ben Ari    | 8     | 8      | 8        | 8     | 8      | 8       | 10      | 10      | 10      | 78    |
| Jonathan Mergui | 10    | 12     | 10       | 10    | 12     | 10      | 8       | 8       | 8       | 88    |
| Netta Barzilai  | 12    | 10     | 12       | 12    | 10     | 12      | 12      | 12      | 12      | 104   |

## Elección interna
Tras la victoria de Netta en el HaKochab HaBa L'Eurovizion, su tema "Toy" fue seleccionado internamente por la cadena israelí, y publicado oficialmente el 11 de marzo de 2018.

## En Eurovisión
El Festival de la Canción de Eurovisión 2018 tuvo lugar en el Altice Arena de Lisboa, Portugal y consistió en dos semifinales el 8 y 10 de mayo y la final el 12 de mayo de 2018. De acuerdo con las reglas de Eurovisión, todas las naciones con excepción del país anfitrión y los "5 grandes" (Big Five) deben clasificarse en una de las dos semifinales para competir en la final; los diez mejores países de cada semifinal avanzan a esta final. Israel estuvo en la semifinal 1, en la cual logró la victoria con 283 puntos. Posteriormente, en la final Netta le dio la cuarta victoria a Israel, con un total de 529 puntos.